# STS-41-C
STS-41-C var den elfte flygningen i det amerikanska rymdfärjeprogrammet och den femte i ordningen för rymdfärjan Challenger. Det var också den andra flygningen som följde den nya uppdragsnumreringen. Den sköts upp från Pad 39A vid Kennedy Space Center i Florida den 6 april 1984. Efter nästan sju dagar i omloppsbana runt jorden återinträdde rymdfärjan i jordens atmosfär och landade vid Edwards Air Force Base i Kalifornien.

## Start och landning
Starten skedde klockan 08:58 (EST) 6 april 1984 från Pad 39A vid Kennedy Space Center i Florida.
Landningen skedde klockan 05:38 (PST) 13 april 1984 vid Edwards Air Force Base i Kalifornien.

## Uppdragets mål
STS-41-C hade två huvudmål. Ett var att placera LDEF (Long Duration Exposure Facility) i omloppsbana. Denna satellit innehöll 57 olika experiment för att undersöka effekter av långtidsexponering på elektronik, optik och olika material. I januari 1990 plockade STS-32 ner LDEF.
Det andra målet var att fånga, reparera och sedan placera tillbaka den trasiga satelliten Solar Max i sin omloppsbana.